# 조 토머스 (배우)
조 토머스(Joe Thomas, 1983년 10월 28일 ~ )는 잉글랜드의 배우이다.

## 출연 작품
- 스코티시 머슬 (2015)
- 더 인비트위너스 2 (2014)
- 어 트릭 오브 더 라이트 (2011)
- 인비트위너스 (2011)